# Gruta do Cabeço da Negra
A Gruta do Cabeço da Negra é uma gruta portuguesa localizada na freguesia da Candelária, concelho da Madalena do Pico, ilha do Pico, arquipélago dos Açores.
Esta cavidade apresenta uma geomorfologia de origem vulcânica em forma de tubo de lava de encosta. Este acidente geológico faz parte da Paisagem Protegida de Interesse Regional da Cultura da Vinha da Ilha do Pico.